# Universidad Herbert Fletcher
La Universidad Herbert Fletcher (HFU) es una institución educativa a distancia en línea sin fines de lucro de la División Interamericana de la Iglesia Adventista del Séptimo Día. Es parte del sistema educativo adventista, el segundo sistema educativo cristiano más grande del mundo. Lleva el nombre del fallecido Herbert L. Fletcher, quien fue un dirigente de iglesia y educador dentro de la División durante casi medio siglo. También fue presidente de West Indies College (ahora Northern Caribbean University).
La institución fue fundada en el 2012, pero en 2016 recibe autorización del Consejo de Educación del Puerto Rico para operar como universidad. HFU también administra la Biblioteca Virtual Adventista (BVA). Miles de recursos como artículos de revista, libros, diarios, disertaciones, etc. están disponibles a través de la BVA. Los estudiantes del sistema de educación adventista dentro del territorio de la DIA tienen acceso a la BVA.
La Universidad está patrocinada y afiliada a la Iglesia Adventista del Séptimo Día. Sus oficinas están ubicadas dentro del edificio de la Unión Puertorriqueña de los Adventistas del Séptimo Día. Sin embargo, hay planes para trasladar las oficinas a un nuevo edificio que será construido dentro del campus de la Universidad Adventista de las Antillas, institución educativa operada por la Iglesia Adventista del Séptimo-día en Puerto Rico. La oferta académica de HFU está centrada en programas de maestrías completamente en línea.